# افرايم س. دوز
افرايم س. دوز (بالإنجليزية: Ephraim C. Dawes)‏ هو مؤرخ عسكري أمريكي، ولد في 27 مايو 1840 في مارييتا في الولايات المتحدة، وتوفي في 23 أبريل 1895.